# Melbourne Track Classic
Melbourne Track Classic – mityng lekkoatletyczny rozgrywany w Australii w mieście Melbourne. Zawody te tradycyjnie otwierają serię mityngów IAAF World Challenge Meetings, będących zawodami mniejszej rangi aniżeli mityngi z serii Diamentowej Ligi. 
Zawody te rozgrywane są na obiekcie Lakeside Stadium, który może pomieścić 14 000 osób. Obiekt ten to stadion piłkarsko-lekkoatletyczny, który przeszedł ostatnią renowację w 2011 roku.
Od 2013 impreza odbywa się pod nazwą Melbourne World Challenge.